# Gradim
Gradim é um bairro do município de São Gonçalo, na Região Metropolitana do Rio de Janeiro, no estado do Rio de Janeiro, no Brasil.

## História
Logo no início da história do município, foi construído, na localidade, um porto pesqueiro. Muito concorrido, o Porto da Ponte, que ficava próximo ao Porto de Neves, possuía um intenso comércio, fruto da frequente presença de barcos pesqueiros que ali atracavam para deixar a pesca.
A Capela de São João Batista, erguida em 1874 pela Companhia de Jesus, mantém em sua fachada o clássico estilo arquitetônico. Duas torres cercam o frontão triangular, em cujo centro está o nome do padroeiro.  

## O bairro
O bairro se localiza no município de São Gonçalo, fazendo parte do distrito de Neves, que é o quarto distrito de São Gonçalo. As principais vias e ruas do bairro são: Visconde de Itaúna, Washington Luis, Cap. João Manoel e Dr. Gradim. O bairro também é servido pela BR 101 sentido Niterói-Manilha.                                                                                                                                                                                                                                                                                                            
Foi criado, no Gradim, o Polo da Universidade Aberta do Brasil, que, no Consórcio Centro de Educação a Distância do Estado do Rio de Janeiro (CEDERJ) tem cursos da Universidade Federal Fluminense (ciências da computação, engenharia de produção, segurança pública e matemática), Universidade Federal do Rio de Janeiro (biologia, química e física) Universidade Federal Rural do Rio de Janeiro (administração e turismo).  
No Gradim localiza-se alguns estaleiros, são eles: Cassinú, Navegação São Miguel Ltda e Muliceiro Serviço Marítimos Ltda.                                                                                                                                           
No litoral do bairro fica o Clube Náutico Gonçalense e a Capela São João Batista Pontal.

## Comércio
O comércio do Gradim é constituído de pequenos mercados, padarias, bares, lojas de produtos de construções, lanchonetes, pensões, salão de beleza e farmácias.
Todos os sábados, na rua Dr.Gradim, acontece há décadas a Feira do Gradim, uma feira que vende em sua maioria frutas, verduras e legumes, e também produtos de beleza, remédios caseiros, livros, carnes, eletrônicos, utensílios domésticos, roupas e calçados. A Feira do Gradim é um grande atrativo local e que cativa todos os sábados um grande número de pessoas ao bairro.

## Carnaval
O Gradim tem um tradicional carnaval de rua. Há vários anos, nos dias de carnaval, a festa ocorre na Rua Capitão João Manoel, entre a Avenida Washington Luiz e a esquina da Rua Paul Leroux.  

## Clima
O clima do Gradim é o mesmo de todo o município de São Gonçalo, ameno e seco (20º a 35º).